# Dunajské ostrovy
Dunajské ostrovy jsou zrušená přírodní rezervace na Slovensku. Nacházela se okrese Bratislava V v Bratislavském kraji. Území bylo vyhlášeno v roce 2002 s rozlohou 219,71 hektaru. Předmětem ochrany byly biotopy lužního lesa a mokřadů. Přírodní rezervace byla ke dni 1. března 2021 zrušena a nahrazena chráněným areálem Ostrovné lúčky.